# 더 퍼스트 슬램덩크

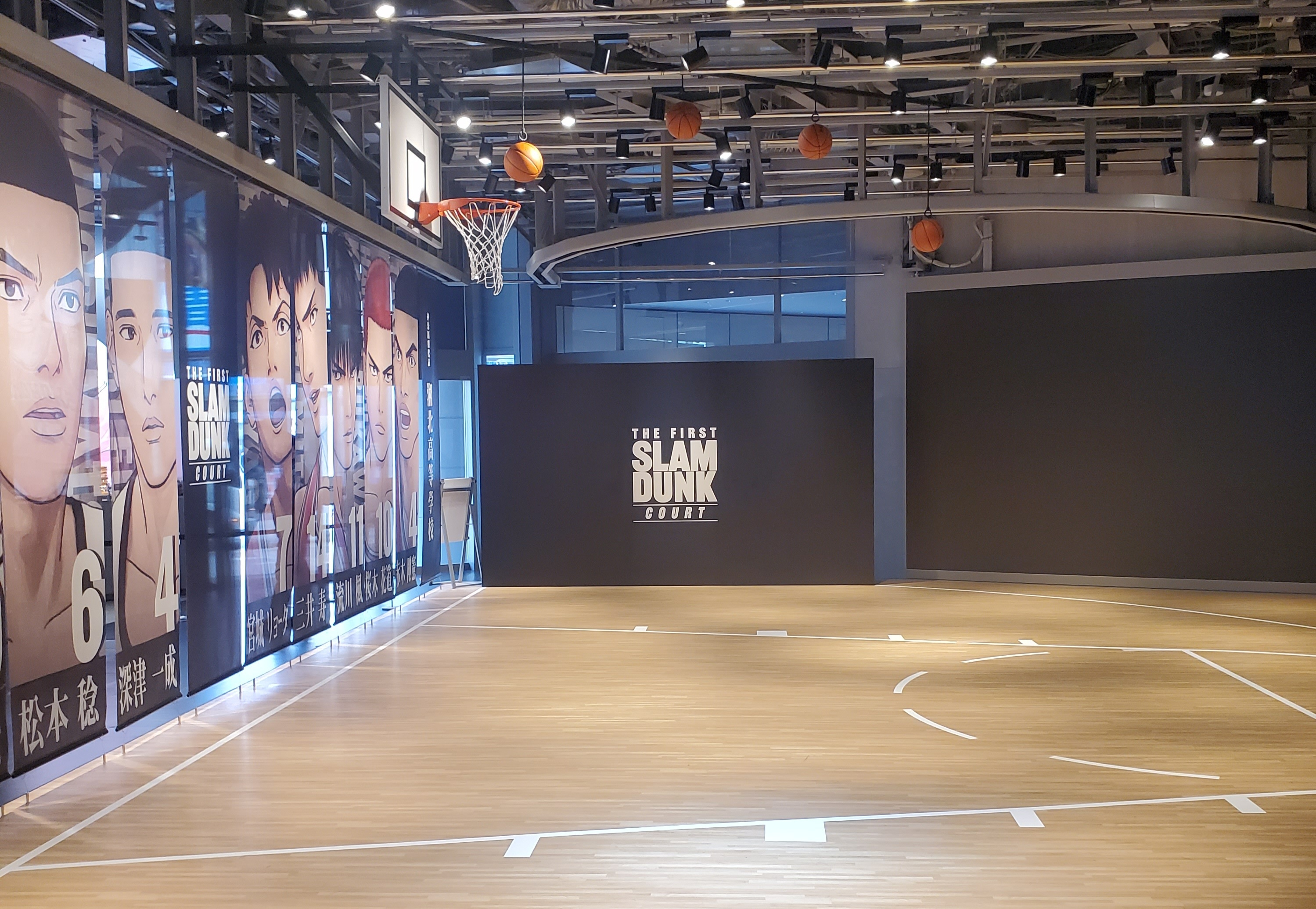
SHIBUYA TSUTAYA, 콜라보 카페

《더 퍼스트 슬램덩크》(THE FIRST SLAM DUNK)는 2022년 공개된 일본의 스포츠 애니메이션 영화이다. 도에이 애니메이션과 단델리온 애니메이션 스튜디오가 제작하였다. 일본에서 2022년 12월 극장 개봉하였다.

## 줄거리

### 프롤로그
가나가와현 예선을 2위로 통과하며 히로시마현에서 개최되는 전국 고등학교 농구 대회(인터하이) 출전을 확정 지은 가나가와현 대표 쇼호쿠 고등학교는, 1회전에서 오사카부 대표 토요타마 고등학교를 꺾고 2회전에서 아키타현 대표 산노 공업과 맞붙게 된다. 산노는 고등학교 농구계의 절대 왕자로 불리며, 특히 현 3학년 선수들이 입부한 이후 "2년 반 동안 무패 기록"과 "인터하이 3연패"라는 엄청난 전적을 자랑하고 있었다. 팀에는 고교 농구계 최강 센터인 가와다, 전국 최고 선수로 명성이 자자한 사와키타 등 재능 넘치는 선수들이 포진해 있다. 경기 전 평가는 절대 강자 산노와 무명 팀 쇼호쿠의 대결이라는 구도를 형성하고 있었다.

### 전반전
경기 시작 직후, 쇼호쿠는 미야기 료타의 패스를 받은 사쿠라기 하나미치가 앨리웁 덩크슛을 성공시키며 선취점을 올린다. 이후 초반은 팽팽한 접전 양상으로 전개된다. 포인트가드인 료타와 후카츠, 센터 포지션의 아카기 타케노리와 카와다, 에이스 스코어러인 루카와 카에데와 사와키타 등, 코트 위 각 포지션에서 선수들이 치열한 대결을 펼친다. 미츠이 히사시는 연속해서 3점 슛을 성공시키지만, 이치노쿠라의 집요한 마크에 고전한다.
극 중에서는 쇼호쿠 대 산노전과 병행하여 료타의 성장 배경이 그려진다. 오키나와현에서 태어난 료타는 어머니 카오루, 여동생 안나, 그리고 세 살 위의 형 소타와 네 식구로 살고 있었다. 소타는 미니 농구팀의 뛰어난 선수였으며, 아버지의 죽음에 슬퍼하는 어머니를 위로하고자, 팀을 비유해 “내가 이 집의 주장(캡틴)이 될게”라고 선언하고 료타에게는 “넌 부주장이야”라고 말한다. 료타는 그런 형 소타를 동경하고 있었다.
어느 날, 함께 농구 연습을 하던 형제였지만, 도중에 소타는 배낚시를 하러 떠난다. 더 오래 같이 농구를 하고 싶었던 료타는 바다로 나가는 배에 탄 형에게 “다시는 돌아오지 마!”라며 울부짖는다. 그러나 불운하게도 소타는 해상 사고를 당하고 끝내 돌아오지 못한다.
그 후 미야기 가족은 오키나와를 떠나 가나가와현으로 이주하게 된다. 깊은 상실감에 빠진 료타는 언제나 혼자 묵묵히 농구 연습을 계속했다. 중학생이 된 어느 날, 연달아 3점 슛을 성공시키는 한 소년에게 1대1 대결을 요청받는다. 조언조로 말하는 그 소년에게 형의 모습을 겹쳐 본 료타는, 대결 도중 그대로 자리를 떠나 버린다.
전반전은 36-34로 쇼호쿠가 2점 앞서며 마무리된다.

### 후반전
산노 공고는 후반 시작과 함께 ‘풀코트 프레스 디펜스’를 전개하며 쇼호쿠의 사령탑인 료타에게 이중 마크를 붙인다. 또한 이치노쿠라의 강한 수비에 미츠이는 체력이 고갈 직전까지 몰리고, 아카기는 카와다와의 승부에서 반복해 밀리며 점점 소극적으로 변해간다. 점수 차는 최대 24점까지 벌어지고, 쇼호쿠는 무려 9분 동안 단 한 점도 넣지 못하는 상황에 처한다.
도중 교체되어 벤치로 물러난 사쿠라기는 안자이 감독으로부터 공격과 수비 모두의 기점이 되는 리바운드에서 승리하라는 과제를 부여받는다. 다시 코트에 복귀한 사쿠라기는 팀원들의 침울한 분위기를 바꾸기 위해 관중을 향해 “산노는 내가 쓰러뜨린다!”고 외친다. 그 발언에 관중들은 야유를 보내지만, 사쿠라기는 노베와의 매치업에서 비정형적인 플레이와 타고난 신체 능력을 발휘해 리바운드 싸움에서 점차 우위를 점한다.
사쿠라기의 활약은 다른 팀원들에게도 자극을 주어, 카와다와의 승부를 포기하려던 아카기는 정신을 다잡고 팀을 위해 헌신적인 플레이로 전환한다. 이미 체력이 바닥난 미츠이는 자신의 최대 무기인 3점 슛에 집중하며 점수 차를 8점까지 좁힌다.
료타가 쇼호쿠 농구부에 들어온 직후, 그 기술 중심의 플레이 스타일은 2학년이던 아카기로부터 “허세 부린다”는 평가를 받는다. 그러나 료타는 꺾이지 않고, 자신이 왜 그런 스타일로 플레이하는지를 설명한다. 자주 충돌을 일으키며 문제아로 보이기도 했지만, 아카기는 그런 료타에게 내심 기대를 품고 있었다.
어느 날, 아카기와 사이가 좋지 않던 료타는 2학년 불량학생 그룹의 리더인 미츠이와 마주친다. 그가 과거 1대1을 신청했던 소년이라는 것을 눈치챈 료타는 “언제든지 1대1 받아주겠다”며 도발한다. 얼마 지나지 않아 료타는 미츠이 일행과 충돌하게 되고, 다수에게 둘러싸인 상황에서도 리더인 미츠이에게 집요하게 공격을 퍼붓는다.
이 싸움으로 농구화가 망가진 료타는 자포자기한 끝에 오토바이 사고를 일으킨다. 병원에 입원한 뒤, 또 다시 가족을 잃을까 두려워하던 어머니 카오루의 꾸지람을 들은 그는 퇴원 직후 고향인 오키나와로 떠난다. 그곳에서 형 소타가 ‘비밀기지’로 사용하던 동굴을 발견한 료타는, 그 안에서 형의 농구화와 산노 공고가 표지를 장식한 농구 잡지를 발견한다. 그 안에는 소타가 적어둔 “최강 산노를 쓰러뜨리겠다”는 맹세가 남겨져 있었다. 형의 남은 꿈을 실현하겠다는 목표를 찾은 료타는 다시 농구부로 복귀하고, 같은 시기 2년 간의 공백을 깨고 돌아온 미츠이도 있었다.
후반이 진행되면서 쇼호쿠는 산노를 몰아붙인다. 그러나 에이스 사와키타가 본래의 실력을 드러내며 루카와를 공격과 수비 양면에서 압도한다. 산노는 또한 노베 대신 카와다 미키오(카와다의 동생)를 투입해 사쿠라기에게 최강 센터인 카와다를 직접 붙여 대응한다. 점수 차가 다시 벌어지는 가운데, 루카와는 사와키타를 상대로 드리블을 시도한 뒤, 예상을 뒤엎는 패스를 선택한다. 1대1에 절대적 자신을 보이던 루카와가 패스를 활용하면서 쇼호쿠의 공격 흐름은 다시 살아난다.
사쿠라기도 컨디션을 되찾고 리바운드 싸움에서 맹활약하지만, 공을 살리기 위해 다이빙한 끝에 관중석으로 돌진하게 된다. 그러나 이 투혼 넘치는 플레이는 점차 관객의 마음을 움직여, 불리한 원정 경기였던 쇼호쿠에 응원을 보내는 사람들도 나타난다. 그 무렵, 사쿠라기는 허리에 통증을 느끼기 시작한다.
전날은 인타이(전국 대회) 개막일 전날이자 료타와 소타의 생일이었다. 두 사람은 우연히도 같은 날 태어났으며, 미야기 가정의 식탁에는 네 등분된 케이크가 놓여 있었다. 그날 밤, 료타는 카오루가 소타의 영상을 보고 눈물을 흘리는 모습을 목격하고, 자신에게 농구를 계속할 수 있도록 해준 어머니에게 감사의 편지를 쓴다. 편지를 읽은 카오루는 인타이가 열리는 히로시마 경기장을 찾아와 관중석에서 쇼호쿠와 산노의 경기를 지켜본다.
경기 막바지, 산노는 다시 한 번 료타에게 이중 마크를 붙여 공격을 봉쇄하려 한다. 그러나 료타는 강행 돌파로 이를 뚫고, 경기는 점점 승패를 예측할 수 없는 시소 게임으로 전개된다. 그 와중에 사쿠라기는 허리 통증이 극심해져 교체된다. 모두가 “선수 생명에 영향을 줄 수 있다”며 말리지만, 사쿠라기는 안자이 감독에게 “감독의 전성기는 언제였어요? 전일본 대표였을 때?”라 묻는다. 대답하지 않는 안자이에게 그는 “나는 지금입니다”라고 말하고는 제지하는 모두를 뿌리치고 코트로 돌아간다.
심한 통증을 견디면서도 사쿠라기는 카와다 미키오와의 리바운드 대결, 호조를 보이던 사와키타의 슛을 막아내며 쇼호쿠의 반격에 결정적인 활약을 한다. 절체절명의 상황에서도 포기하지 않는 그들의 투지에 힘입어, 쇼호쿠는 결국 점수 차를 뒤집는다.
경기 종료까지 30초도 남지 않은 상황, 산노는 후카츠를 중심으로 마지막 공격을 시도하고, 사와키타가 슛을 성공시키며 다시 1점 차로 리드한다. 남은 시간은 카운트다운. 사와키타의 득점과 동시에 사쿠라기는 상대 진영으로 전력 질주한다. 쇼호쿠는 빠른 역습을 노리지만, 아카기의 스로인에 카와다 미키오가 방해에 나서 롱 패스를 차단한다. 이때 료타가 가까이 접근하며 신호를 보내자, 아카기는 루카와에게 패스. 루카와는 드리블로 산노의 페인트 존 깊숙이 파고들지만, 슛을 시도하는 순간 두 명의 수비벽이 앞을 가로막는다. 그러나 그 틈 사이로 사쿠라기가 손을 들고 있으며, 루카와는 그에게 패스. 사쿠라기는 아무도 막지 않는 상황에서 슛을 시도하고, 이 슛은 버저비터로 성공.
경기는 1점 차로 쇼호쿠의 승리로 끝난다. (최종 스코어: 쇼호쿠 79 – 78 산노)

### 에필로그
인터하이 종료 후, 쇼난의 해안가에서 카오루와 다시 만난 료타는, 형 소타의 유품 중 하나였던 붉은 손목밴드를 꺼내 그녀에게 건넨다.
시간은 다시 인터하이 직후로 돌아가, 패배를 안고 코트를 떠나는 산노 공고 선수들의 모습이 비춰진다. 복도를 걷던 사와키타는 그 자리에서 무너져 눈물을 흘린다. 고등학교 최고 선수라는 칭호를 얻고, 일본에서 할 수 있는 모든 것을 해냈다고 느끼고 있던 그는, 대회 직전 러닝 코스로 삼았던 신사에서 “지금 나에게 필요한 경험을 주세요”라고 기도했었다. 그리고 그가 받은 경험은, 지금껏 알지 못했던 ‘패배’라는 감정이었다.
수년 후, 사와키타는 미국의 한 팀 소속으로 경기에 출전한다. 그리고 그 상대팀의 멤버로는 료타가 있었다. 둘은 특별한 대화를 나누지 않고 가볍게 어깨를 두드린다. 그렇게 양 팀의 경기가 시작되는 순간, 이야기는 조용히 막을 내린다.

## 목소리 출연
- 나카무라 슈고[2]
- 키무라 스바루[2]
- 사카모토 마아야
- 세토 아사미
- 호키 가쓰히사

### 목소리 출연 (우리말)
- 강수진: 강백호
- 신용우: 서태웅
- 엄상현: 송태섭
- 소연: 이한나, 송태섭 엄마
- 장민혁: 정대만
- 최낙윤: 채치수
- 박지윤: 채소연
- 정재헌: 정우성
- 소정환: 신현철
- 시영준: 박영걸
- 김영선: 이명헌
- 박성영: 송준섭
- 송하림: 송아라
- 정유정: 어린 송태섭
- 김명준: 중학생 송태섭
- 이장원: 안 선생
- 윤세웅: 도진우
- 황창영: 양호열
- 석승훈: 노구식
- 남도형: 김대남
- 고창석 (배우, 특별출연): 이용팔

## 제작

### 확장 및 사전 제작
2003년, 도에이 애니메이션의 제작자 마츠이 토시유키는 이노우에 다케히코의 사무실로 가서 TV 애니메이션이 중단된 이후에도 이야기를 이어갈 《슬램덩크》 영화를 만들 의향이 있는지 물었다. 그것은 애니메이션의 DVD 박스의 인기 때문이었지만, 제안은 거절되었다. 6년 후인 2009년, 이노우에의 사무실은 마츠이에게 이 프로젝트에 대한 제안서를 보내기 위해 접근했다. 그 후, 마츠이는 미야하라 나오키와 오하시 토시오가 이끄는 팀을 모아 거의 5년에 걸쳐 3DCG를 사용하여 만들 수 있는 비주얼 프로토타입 비디오를 개발했는데, 이는 손으로 그린 2D 애니메이션보다 농구 코트에서 많은 수의 캐릭터를 함께 움직이는 것이 더 현실적으로 보이기 때문이다. 두 번째 원형은 이노우에의 시야에서 멀리 벗어나 등장인물들이 살아있다는 것을 환기시키지 않았기 때문에 거의 전체 영화만큼 비용이 들었지만 거절당했다. 최종 시제품이어야 했던 세 번째 시제품은 3DCG와 2D 애니메이션을 결합했고, 이노우에 감독의 작업 인프라를 구축한 버전이었다.
2014년 12월, 마츠이와의 만찬에서 이노우에는 영화에 청신호를 보냈다. 이어 마쓰이는 이노우에가 등장인물들의 대화와 시각적인 외모와 표정으로 가장 신뢰받는 인물이기 때문에 대본을 쓰고 연출해야 한다고 제안했다. 이노우에가 수락한 후, 2015년 1월부터 대본 작업을 시작했다. 2018년에는 모션 캡처 및 모델 작업이 시작되었다.

## 개봉
영화의 첫 번째 티저 예고편은 2022년 7월 7일에 공개되었고, 전체 예고편은 2022년 11월 4일에 공개되었다. 이 영화는 2022년 12월 3일에 도에이에 의해 일본에서 극장 개봉되었다. 필리핀에서는 2023년 2월 1일 파이오니어 필름스에 의해 개봉되었다. 또한, 이 영화는 홍콩, 한국, 대만과 같은 해외 지역에서 여러 번 더빙되었다.
- 일본 : 2022년 12월 3일
- 대한민국 : 2023년 1월 4일
- 싱가포르 : 2023년 1월 7일
- 홍콩 : 2023년 1월 12일
- 마카오 : 2023년 1월 12일
- 인도네시아 : 2023년 2월 22일
- 태국 : 2023년 2월 23일
- 말레이시아 : 2023년 2월 23일
- 베트남 : 2023년 4월 14일
- 중화인민공화국 : 2023년 4월 20일
- 이탈리아 : 2023년 5월 11일
- 아랍에미리트 : 2023년 6월 28일
- 바레인 : 2023년 6월 28일
- 레바논 : 2023년 6월 28일
- 쿠웨이트 : 2023년 6월 28일
- 이라크 : 2023년 6월 28일
- 요르단 : 2023년 6월 28일
- 카타르 : 2023년 6월 28일
- 오만 : 2023년 6월 28일
- 사우디아라비아 : 2023년 6월 28일
- 스페인 : 2023년 7월 7일
- 인도 : 2023년 7월 7일
- 프랑스 : 2023년 7월 26일
- 멕시코 : 2023년 7월 27일
- 아이슬란드 : 2023년 7월 28일
- 미국 : 2023년 7월 28일
- 튀르키예 : 2023년 7월 28일
- 브라질 : 2023년 8월 3일
- 칠레 : 2023년 8월 3일
- 핀란드 : 2023년 8월 4일
- 덴마크 : 2023년 8월 10일
- 폴란드 : 2023년 8월 11일
- 오스트레일리아 : 2023년 8월 24일
- 에스토니아 : 2023년 8월 25일
- 영국 : 2023년 8월 30일
- 아일랜드 : 2023년 8월 30일
- 독일 : 2023년 12월 5일

## 반응

### 박스 오피스
2023년 1월 4일, 《더 퍼스트 슬램덩크》는 일본에서 67억 엔을 벌어들였다.
이 영화는 일본 박스 오피스에서 1위로 데뷔했고, 첫 이틀 동안 12억 9천 6백만 엔의 수익을 올렸다. 이 영화는 두 번째와 세 번째 주말에 8억 2천 5백만 엔와 5억 4천 7백만 엔의 수익으로 1위를 유지했다.
한국에서, 이 영화는 3,818,000장의 티켓을 판매했고, 2023년 3월까지 3,038만 달러 이상의 수익을 거두며 2016년의 《너의 이름은.》을 제치고 역대 최고 수익을 올린 애니메이션 영화가 되었다.